# 태영호 납북 사건
태영호 납북 사건은 1968년 6월 어선 태영호가 연평도 부근 해상에서 병치 잡이를 하다 북한 경비정에 의해 강제 납북된 선원 8명이 4개월 동안 북측에 억류되었다가 돌아와서 검찰이 12월 7일 불기소 처분했으나 그 직후 울진 삼척 무장공비 침투 사건이 발생하자 나포 어선이 공비 침투로 제공 등에 이용됐을 것이라고 판단한 공안당국에 의해 선원 6명이 1969년 4월 기소돼 징역 1년에서 1년 6개월의 집행유예를 선고받은 사건이다. 이 사건의 당사자와 유족들은 2006년 3월 진실·화해를위한 과거사진상규명위원회에 진실규명을 신청하였고 위원회는 태영호 선원들이 수사기관에 의해 구속영장 없이 장기간 구속된 채 고문과 폭행 등의 가혹행위에 의하여 진술이 조작되었을 뿐만 아니라 월북이 아닌 납북됐음을 보여주는 해군본부의 회신문을 고의로 누락한 사실이 드러나 국가의 사과와 재심을 권고하였다. 이에 선주 강대광(77) 등 5명의 선원은 2008년에 재심을 청구하여 법원에서 무죄를 선고받았고 이미 사망한 박종옥에 대해서는 2017년 9월 검찰이 직권으로 재심을 청구하여 법원에서 12월에 무죄를 선고했다.